# 의왕 청계사 신중도
의왕 청계사 신중도(儀旺 淸溪寺 神衆圖)는 대한민국 경기도 의왕시 청계사에 있는 조선시대 1844년에 조성된 불화이다. 2012년 6월 26일 경기도 유형문화재 제274호로 지정되었다.

## 개요
본 신중도는 1844년에 조성된 것으로 존상표현에서 타원형의 상호에 세장한 신체로 묘사하면서 이목구비에 음영을 주고 색채에 코발트색와 금니를 사용하는 등 18세기 후반부터 19세기 전반에 활동한 경성(京城)화파의 화풍이 반영된 작품으로 가치가 인정된다.

## 같이 보기
- 청계사

## 참고 자료
- 의왕 청계사 신중도 - 국가유산청 국가유산포털